# Cratoplastis fonteboae
Cratoplastis fonteboae là một loài bướm đêm thuộc phân họ Arctiinae, họ Erebidae.